# سوبیشوویتسه
سوبیشوویتسه (به چکی: Soběšovice) یک منطقهٔ مسکونی در جمهوری چک است که در ناحیه فریدک-میستک واقع شده‌است. سوبیشوویتسه ۳٫۶۵ کیلومتر مربع مساحت و ۸۰۵ نفر جمعیت دارد و ۳۳۰ متر بالاتر از سطح دریا واقع شده‌است.